# Jéromine Géroudet
Pour les articles homonymes, voir Géroudet.
Jéromine Géroudet, née le 23 février 1990 à Bonneville, est une skieuse alpine française, licenciée au Club des sports de Flaine. Elle a fait ses débuts en compétition en 2005.
Lors de cette même saison 2010 fin janvier début février, elle participe aux championnats du monde junior qui se disputent en France. Elle y acquit le titre de vice-championne du monde junior de super G derrière sa compatriote Marine Gauthier puis s'impose lors de l'épreuve de descente, ces deux épreuves ayant lieu à Megève. Elle se retire de la compétition en 2015.

## Biographie
Elle fait ses débuts en Coupe du monde le 18 décembre 2009 à Val d'Isère lors d'une super combiné avec un abandon. Au total elle a pris part à cinq épreuves en Coupe du monde dont sa meilleure performance est une 23e place lors de la descente de Garmisch-Partenkirchen.
Elle participe en 2010 à sa première grande compétition majeure de ski alpin avec les mondiaux 2010 qui se déroulent en France autour du Mont-Blanc. Elle y remporte deux médailles, une en argent en super G, puis une en or en descente.
Lors de la saison 2011, elle se blesse à la cheville mettant un terme à sa saison. En décembre 2011, elle se blesse de nouveau à la cheville, plâtrée elle fait son retour en février 2012.

## Palmarès

### Championnats du monde junior
| Épreuve / Édition | Mont Blanc 2010 (junior) |
| Descente          | Or                       |
| Super G           | Argent                   |
| Géant             | Abandon                  |
| Slalom            | 19e                      |

### Coupe du monde
- Aucun classement général.

#### Performances générales
Jéromine Géroudet a pris part à seulement quatre épreuves en Coupe du monde depuis sa première épreuve de super combiné en décembre 2009, sa meilleure performance est une 23e place en descente obtenue aux finales de la coupe du monde en 2010 mais elle n'y marque pas de points puisque seules les 15 premières des finales en marquent.

### Championnats de France

#### Elite
Vice-championne de France du combiné en 2010

#### Jeunes
7 titres de Championne de France